# Ramón Alcaraz
 (mars 2024).
Ramón Isaac Alcaraz, né en 1823 à Morelia et mort en 1886 à Mexico, est un officier dans l'Armée mexicaine et un historien ayant écrit de nombreux livres sur la guerre américano-mexicaine de 1848. 
Il est notamment l'auteur de Apuntes para la historia de la guerra entre México y los Estados Unidos de 1848 (que Albert C. Ramsey a traduit en anglais en 1850 sous le titre The Other Side, or: Notes for the History of the War Between Mexico and the United States, Written in Mexico).